# 2024年栃木県知事選挙
2024年栃木県知事選挙（2024ねんとちぎけんちじせんきょ）は、2024年11月17日に執行された栃木県知事を選出するための選挙である。

## 選挙データ
- 実施事由：現職の福田富一の任期満了（期日：2024年12月8日）
- 告示日：2024年10月31日
- 実施日：2024年11月17日[1]

同日選挙
- 宇都宮市長選挙[2]
  - 知事選挙と同日の投開票が予定されていた栃木県議会議員補欠選挙（鹿沼市選挙区）は、11月8日の告示当日に届け出た立候補者が1名のみのため無投票当選が確定した[3]。

イメージキャラクター・キャッチコピー
栃木県選挙管理委員会は、第50回衆議院議員総選挙に引き続き、飯塚瑠乃（ONE LOVE ONE HEART）を起用し、投票を促す動画を制作した。衆院選でのキャッチコピーは「いい未来になる」、「投票にはそんなチカラがある」であったが、知事選では「ミライに投票」を採用した。テレビCMに加え、YouTube・Instagramの広告でも配信した。

## 立候補者
（届け出順）
| 氏名                           | 年齢 | 党派   | 現元新 | 主な肩書き                                          |
| ------------------------------ | ---- | ------ | ------ | --------------------------------------------------- |
| 福田富一 （ふくだ とみかず）   | 71   | 無所属 | 現     | 栃木県知事（現職） 元宇都宮市長                     |
| 針川佐久眞 （はりかわ さくま） | 74   | 無所属 | 新     | 元とちぎコープ生活協同組合専務理事 市民団体事務局長 |

選挙ポスターは、福田が親しみやすさと多様性のアピールを狙って農作業姿を披露したのに対し、針川は温かい県政をイメージしオレンジ色を基調としたものを作成した。

### 立候補を取りやめた人物
- 安田美保子 - 通訳業
  - 10月21日、会見で立候補を表明したが準備不足を理由に29日に立候補の取りやめを発表[8]。

## 主な争点
- 現職の5期20年の県政運営に対する評価[9][10]
  - 針川は「冷たい県政をチェンジ」を掲げた[11]。
- 現職の多選の是非（宇都宮市長選と共通の争点）[9][12]
  - 福田はかつて「権腐十年」（権力は長く続けば腐敗する）を掲げ[13]、多選かつ高齢であることを自覚し、参議院議員の高橋克法を後継者にして勇退する意向を示していたが、自民党県連などが意見を集約できず、6度目の選挙に挑むことになった[14]。「多選批判を否定しないし、言い訳もしない」とし[15]、県民の判断を仰ぐとした[12]。
  - 針川は「6期24年は長すぎる」とし、周りは忖度し異論や批判的意見が遠ざけられるとした[15]。
- LRTのJR宇都宮駅西側延伸（宇都宮市長選と共通の争点）[12]
  - 福田は延伸支援を掲げ[12]、東武鉄道の意向を聞きながら東武鉄道のLRT化・相互乗り入れなど、ふさわしい形態を支援するとした[16]。
  - 針川は宇都宮市に対し住民投票を求めるとした[16]。
- 文化施設整備[10] - 栃木県では、図書館・美術館・文書館を集約し、栃木県体育館跡地へ整備する構想を持っている[17]。
  - 福田は賛成し[17]、針川は計画見直しを訴えた[11]。
- 少子化対策[18]
  - 福田は「栃木県人口未来会議」を設置し、施策の提言を受けると表明した[16]。

## タイムライン
2024年
- 6月21日 - 現職の福田が後援会の会合で立候補を表明[19]。
- 8月21日 - 県選挙管理委員会が選挙日程を決定[1]。
- 9月30日 - 立憲民主党が独自候補の擁立を断念し、自主投票とすることを決定[20]。
- 10月10日 - 針川が無所属（日本共産党推薦）で立候補を表明[21]。
- 10月31日 - 告示、福田と針川が立候補の届け出[6]。
- 11月11日 - 県選挙管理委員会は11月10日までの期日前投票者数が59,343人だったことを発表[22]。前回同時期比で14.53%の減少[22]。
- 11月17日 - 投開票。

## 選挙結果
各候補の得票率

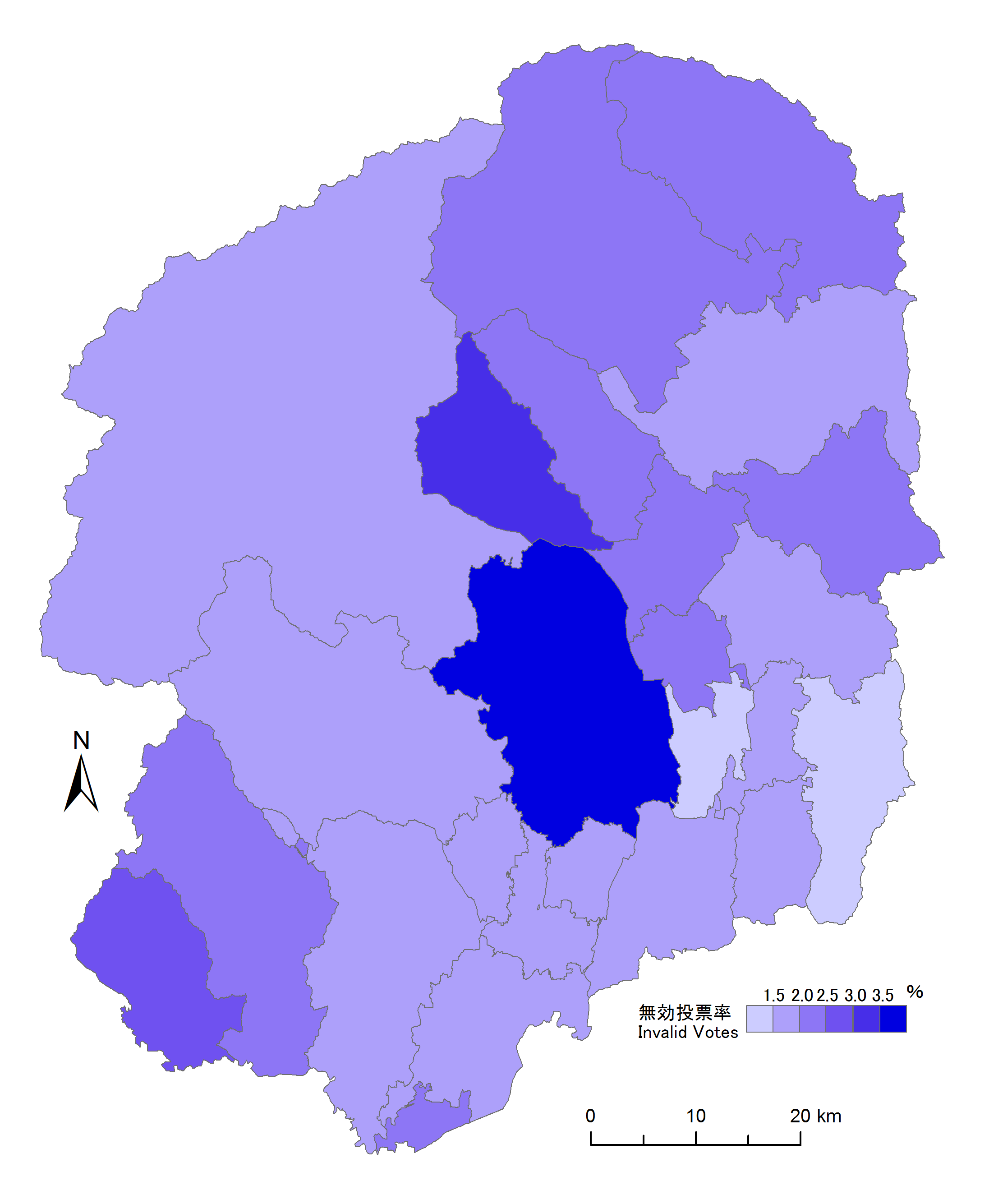
市町ごとの無効投票率

投開票の結果、現職の福田が現職の都道府県知事としては最多となる6選を果たした。栃木県では前年の栃木県議会議員選挙以降、すべての投票所で19時までに投票終了時刻を繰り上げており、投票が締め切られた19時に報道各社は福田の当選確実を報じた。県内全市町で福田が8割以上を得票し、圧勝した。
投票率は戦後2番目の低さであった。また、白票などの無効票が13,189票と投票総数の2.6%に達し、福田が知事に就任した2004年の選挙以来、無効票数・無効投票率ともに最高となった。
※当日有権者数：1,585,379人 最終投票率：32.05%（前回比：-6.68pts）
| 候補者名   | 年齢 | 所属党派 | 新旧別 | 得票数    | 得票率 | 推薦・支持                           |
| ---------- | ---- | -------- | ------ | --------- | ------ | ------------------------------------ |
| 福田富一   | 71   | 無所属   | 現     | 413,985票 | 83.7%  | 自由民主党栃木県連・公明党栃木県本部 |
| 針川佐久眞 | 74   | 無所属   | 新     | 80,901票  | 16.3%  | 日本共産党・社会民主党栃木県連合     |

| 市町       | 福田富一 | 福田富一 | 針川佐久眞 | 針川佐久眞 |
| 市町       | 得票     | %        | 得票       | %          |
| ---------- | -------- | -------- | ---------- | ---------- |
| 合計       | 413,985  | 83.65%   | 80,901     | 16.35%     |
| 宇都宮市   | 127,179  | 81.15%   | 29,550     | 18.85%     |
| 足利市     | 22,964   | 80.59%   | 5,531      | 19.41%     |
| 栃木市     | 30,072   | 83.96%   | 5,747      | 16.04%     |
| 佐野市     | 21,274   | 82.66%   | 4,464      | 17.34%     |
| 鹿沼市     | 19,734   | 87.43%   | 2,836      | 12.57%     |
| 日光市     | 18,694   | 86.75%   | 2,855      | 13.25%     |
| 小山市     | 28,686   | 84.17%   | 5,395      | 15.83%     |
| 真岡市     | 16,309   | 86.15%   | 2,622      | 13.85%     |
| 大田原市   | 14,893   | 86.93%   | 2,240      | 13.07%     |
| 矢板市     | 7,293    | 85.53%   | 1,234      | 14.47%     |
| 那須塩原市 | 22,745   | 84.48%   | 4,177      | 15.52%     |
| さくら市   | 9,005    | 86.50%   | 1,405      | 13.50%     |
| 那須烏山市 | 6,930    | 87.88%   | 956        | 12.12%     |
| 下野市     | 12,566   | 84.07%   | 2,381      | 15.93%     |
| 上三川町   | 6,073    | 85.61%   | 1,021      | 14.39%     |
| 益子町     | 5,715    | 85.26%   | 988        | 14.74%     |
| 茂木町     | 4,086    | 90.38%   | 435        | 9.62%      |
| 市貝町     | 2,970    | 86.92%   | 447        | 13.08%     |
| 芳賀町     | 4,310    | 88.56%   | 557        | 11.44%     |
| 壬生町     | 8,527    | 84.92%   | 1,514      | 15.08%     |
| 野木町     | 4,792    | 81.22%   | 1,108      | 18.78%     |
| 塩谷町     | 2,269    | 81.38%   | 519        | 18.62%     |
| 高根沢町   | 6,812    | 86.66%   | 1,049      | 13.34%     |
| 那須町     | 5,911    | 82.49%   | 1,255      | 17.51%     |
| 那珂川町   | 4,176    | 87.16%   | 615        | 12.84%     |

### 論評
東京新聞は、福田が選挙戦で分かりやすく公約を伝えて支持を広げた一方、針川は立候補表明の出遅れが響いたことに加え、福田との公約の差別化が図りきれなかったと評した。朝日新聞は、福田は選挙に圧倒的に強く、派手さはないものの目立った失策がないと評し、「有権者にとっては、県政のかじ取り役の選択肢が狭まっている」と指摘した。
下野新聞は、検証記事の冒頭で「県民の冷めた目線は投票率に表れ、有権者の3人に2人は棄権した。新人は支持が広がらず大敗。野党は存在感を示せなかった。」と評した。読売新聞も、共産党系新人と現職の一騎打ちという既視感のある構図でしらけムードが漂い、投票率が低迷したとして、多選批判をはね返したとは言えるものの、有権者から圧倒的な支持を受けたと考えるのは早計と評した。